# Ismail Rashid
Ismail Rashid (Dubái, Emiratos Árabes Unidos; 27 de octubre de 1972) es un exfutbolista de los Emiratos Árabes Unidos que jugaba en la posición de defensa.

## Carrera

### Club
Jugó toda su carrera con el Al Wasl FC de 1991 a 2006, con el que fue campeón nacional en dos ocasiones y un título de copa.

### Selección nacional
Jugó para Emiratos Árabes Unidos en 72 ocasiones de 1992 al 2000 y anotó dos goles, participó en la Copa FIFA Confederaciones 1997, los Juegos Asiáticos de 1994 y dos apariciones en la Copa Asiática.

## Logros
- UAE Pro League: 2

1991/92, 1996/97
- Copa Federación de EAU: 1

1992/93